# Operation Downfall
Operation Downfall var de Allieredes plan for invasionen af Japan ved slutningen af 2. verdenskrig. Operationen blev aflyst, da Japan overgav sig efter atombombningen af Hiroshima og Nagasaki og Sovjetunionens krigserklæring mod Japan. Operationen havde to dele: Operation Olympic og Operation Coronet. Operation Olympic, der var sat til at begynde i oktober 1945, havde til formål at erobre den sydlige tredjedel af den sydligste japanske hovedø Kyūshū, med den nyligt erobrede ø Okinawa, som et opstillingsområde. Senere, i foråret 1946, var Operation Coronet, den planlagte invasion af Kantōsletten i nærheden af Tokyo, på øen Honshū. Flybaser på Kyūshū, der skulle erobres i Operation Olympic, ville give landbaseret flystøtte til Operation Coronet.
Japans geografi gjorde også denne invasionsplan indlysende for japanerne. De var i stand til at forudsige de Allieredes invasionsplaner præcist og dermed justere deres egen forsvarsplan, Operation Ketsugō, i overensstemmelse hermed. Japanerne planlagde et altomfattende forsvar af Kyūshū, med lidt tilbage i reserve til eventuelle efterfølgende forsvarsoperationer. Forudsigelserne for tab varierede meget, men var ekstremt høje for begge parter: afhængigt af i hvilken grad japanske civile modsatte sig invasionen, løber skønnene op i millioner for de Allieredes tab, og adskillige gange det tal for japanske tab.

## Planlægning
Ansvaret for planlægning af Operation Downfall faldt til de amerikanske ledere: Fleet Admiral Chester Nimitz, General of the Army Douglas MacArthur og Fleet Admiralerne fra Joint Chiefs of Staff Ernest King og William D. Leahy, og Generals of the Army George Marshall og Hap Arnold (sidstnævnte var chef for U.S. Army Air Forces). Douglas MacArthur var på det tidspunkt også under overvejelse til forfremmelse til en særlig "superrang" som General of the Armies, så han kunne have operativ myndighed over andre femstjernede officerer. Men forslaget om at forfremme MacArthur var kun på niveau med uformelle drøftelser, da 2. verdenskrig sluttede.
På det tidspunkt var udviklingen af atombomben en meget tæt bevogtet hemmelighed, der kun var kendt af få topembedsmænd uden for Manhattan-projektet, og den indledende planlægning af invasionen af Japan tog ikke dets eksistens i betragtning. Da atombomben blev tilgængelig, forestillede General Marshall at bruge dem, hvis et tilstrækkeligt antal kunne fremstilles i tid, for at støtte invasionen.
Under hele Stillehavskrigen kunne de Allierede, i modsætning til det europæiske operationsområde, ikke blive enige om en enkelt øverstkommanderende (engelsk: Commander-in-Chief (C-in-C)). Den Allierede ledelse var delt op i regioner: i 1945 var Chester Nimitz for eksempel, de Allieredes øverstkommanderende for Stillehavsområderne (engelsk: Supreme Allied Commander, South West Pacific Area), mens Douglas MacArthur var øverste allierede kommanderende for det sydvestlige stillehavsområde  (engelsk: Supreme Allied Commander, South West Pacific Area). En samlet kommando blev anset for nødvendig til en invasion af Japan. Diskussionerne mellem de forskellige værn, om hvem det skulle være (den amerikanske flåde ønskede Nimitz, mens den amerikanske hær ønskede MacArthur) var så alvorlige, at det truede med at afspore planlægningen. I sidste ende trak flåden sig delvist, og MacArthur skulle have fuld kommando over alle styrker, hvis omstændighederne gjorde det nødvendigt.

### Overvejelser
De primære betragtninger, som planlæggerne var nødt til at beskæftige sig med, var tid og tab, og hvordan de kunne tvinge Japans overgivelse så hurtigt som muligt med så få allierede tab som muligt. Forud for Quebec-konferencen i 1943 udarbejdede en fælles britisk-amerikansk planlægningsgruppe en plan ("Vurdering og plan for Japans nederlag", engelsk: Appreciation and Plan for the Defeat of Japan), som ikke opfordrede til en invasion af de japanske hjemmeøer før 1947-1948. Den amerikanske Joint Chiefs of Staff mente, at det at forlænge krigen i en sådan grad var farligt for den nationale moral. På Quebec-konferencen besluttede Combined Chiefs of Staff i stedet, at Japan ikke mere end et år efter Tysklands overgivelse burde være tvunget til at overgive sig.
Den amerikanske flåde opfordrede til anvendelsen af blokader og brug af flystyrker for at opnå Japans kapitulation. De foreslog aktioner med henblik på at erobre flybaser i det nærliggende Shanghai i Kina og Korea, hvilket ville give United States Army Air Forces en række fremskudte flybaser, hvorfra man ville kunne bombardere Japan indtil underkastelse. Den amerikanske hær fremførte på den anden side, at en sådan strategi kunne "forlænge krigen på ubestemt tid" og unødvendigt spilde liv, og at det derfor var nødvendigt med en invasion. De støttede igangsættelsen af et storstilet fremryk direkte mod det japanske hjemland, men ingen af de sideoperationer, som flåden havde foreslået. I sidste ende vandt hærens synspunkt.
Fysisk var Japan et frygtindgydende mål med kun nogle få strande, der var egnet til invasion. Kun Kyūshū (den sydligste ø i Japan) og strandene ved Kantōsletten (både sydvest og sydøst for Tokyo), var passende invasionszoner. De Allierede besluttede at iværksætte en totrinsinvasion. Operation Olympic ville angribe det sydlige Kyūshū, hvorfra flybaser skulle etableres, hvilket ville give dækning for Operation Coronet, angrebet i Tokyobugten.

### Antagelser
Mens Japans geografi var kendt, var de amerikanske militære planlæggere nødt til at skønne antallet af forsvarende styrker, som de ville blive udsat for. Baseret på efterretninger, der var tilgængelige i begyndelsen af 1945, omfattede deres antagelser følgende:
- "At operationer i dette område ikke kun vil være mod de tilgængelige organiserede militære styrker i Kejserriget, men også mod en fanatisk fjendtlig befolkning."
(engelsk: That operations in this area will be opposed not only by the available organized military forces of the Empire, but also by a fanatically hostile population.)[10]
- "At cirka tre (3) fjendtlige divisioner ville være disponeret i det sydlige KYUSHU og yderligere tre (3) i det nordlige KYUSHU ved indledningen af OLYMPIC-operationen."
(engelsk: That approximately three (3) hostile divisions will be disposed in Southern KYUSHU and an additional three (3) in Northern KYUSHU at initiation of the OLYMPIC operation.)[10]
- "At det samlede antal fjendtlige styrker, sat ind mod KYUSHU-operationer ikke ville overstige otte (8) til ti (10) divisioner, og at dette niveau hurtigt ville være nået."
(engelsk: That total hostile forces committed against KYUSHU operations will not exceed eight (8) to ten (10) divisions and that this level will be speedily attained.)[10]
- "At cirka enogtyve (21) fjendtlige divisioner, herunder reservedivisioner, ville være på HONSHU ved indledningen af [Coronet], og at fjorten (14) af disse divisioner kunne anvendes i KANTOSLETTE-området."
(engelsk: That approximately twenty-one (21) hostile divisions, including depot divisions, will be on HONSHU at initiation of [Coronet] and that fourteen (14) of these divisions may be employed in the KANTO PLAIN area.)[10]
- "At fjenden kunne tilbagekalde sine landbaserede flystyrker til det asiatiske fastland for at opnå beskyttelse fra vores neutraliserende angreb. At under sådanne omstændigheder kunne fjenden muligvis samle fra 2.000 til 2.500 fly i dette område ved økonomiseret anvendelse, og at denne styrke kunne operere mod KYUSHU-landgange ved at bevæge sig gennem hjemligt terræn."
(engelsk: That the enemy may withdraw his land-based air forces to the Asiatic Mainland for protection from our neutralizing attacks. That under such circumstances he can possibly amass from 2,000 to 2,500 planes in that area by exercise of rigid economy, and that this force can operate against KYUSHU landings by staging through homeland fields.)[10]

### Olympic
Operation Olympic, invasionen af Kyūshū, skulle begynde på "X-Day", som var planlagt til den 1. november 1945. Den kombinerede Allierede flådearmada ville have været den største nogensinde samlet set, med 42 hangarskibe, 24 slagskibe og 400 destroyere og destroyereskorter. Fjorten amerikanske divisioner var planlagt til at deltage i de indledende landgange. Ved hjælp af Okinawa som en samlingsbase ville formålet have været at erobre den sydlige del af Kyūshū. Dette område ville så blive brugt som et nyt samlingssted for et senere angreb af Honshū i Operation Coronet.
Olympic ville også inkludere en vildledningsplan, der var kendt som Operation Pastel. Pastel var designet til at få japanerne til at tro, at Joint Chiefs havde afvist idéen om en direkte invasion, og i stedet ville man forsøge at omringe og bombardere Japan. Dette vil kræve, at man erobrede baser på Formosa, langs den kinesiske kyst og i det Gule Hav.
Den 20. luftflåde (engelsk: Twentieth Air Force) skulle have fortsat sin rolle som den vigtigste allierede strategiske bombestyrke mod de japanske hjemmeøer. Taktisk flystøtte skulle være foretaget af den amerikanske Far East Air Forces (FEAF) (en formation, der bestod af de 5., 7. og 3. luftflåder) under forberedelserne til invasionen. FEAF var ansvarlig for at angribe japanske flyvepladser og transportveje på Kyūshū og det sydlige Honshū (f.eks Kanmontunnelen), og at opnå og fastholde luftoverlegenhed over strandene.
Før hovedinvasionen skulle øerne Tanegashima, Yakushima og Koshikijimaøerne indtages, begyndende på dag X-5. Invasionen af Okinawa havde demonstreret nytten af at sikre ankerpladser lige i nærheden til skibe, der ikke var behov for ved landgangsstrandene og til skibe, beskadiget af luftangreb.
Kyūshū skulle blive invaderet af den amerikanske sjette armé (engelsk: Sixth Army) ved tre steder: Miyazaki, Ariake og Kushikino. Hvis et ur blev tegnet på et kort over Kyūshū, ville disse punkter stort set svare til henholdsvis klokken 4, 5 og 7. De 35 landgangsstrande blev alle opkaldt efter bilmærker: Austin, Buick, Cadillac til Stutz, Winton og Zephyr. Med et korps tildelt til hver landgang antog invasionsplanlæggerne, at amerikanerne ville være overtal i forhold til japanerne med omkring tre til en. I begyndelsen af 1945 var Miyazaki næsten ubeskyttet, mens Ariake med dens nærliggende gode havn blev stærkt forsvaret. Selv om Kushikino blev forsvaret svagt, betød det imponerende terræn, at marineinfanteristerne, der gik i land der, sandsynligvis ville have haft det vanskeligst.
Invasionen havde ikke til hensigt at erobre hele øen, men kun den sydligste tredjedel af den, som angivet ved den stiplede linje på kortet, "generelle grænse i det nordlige forryk" (engelsk: general limit of northern advance). Det sydlige Kyūshū skulle fungere som et samlingssted og som en værdifuld flybase for Operation Coronet.

### Coronet
Operation Coronet, invasionen af Honshū ved Kantosletten syd for hovedstaden, skulle begynde på "Y-Day", som var planlagt til den 1. marts 1946. Coronet ville have været den største amfibieoperation nogensinde med 25 divisioner, herunder den flydende reserve, der var øremærket til de indledende operationer (Overlord-invasionen i Normandiet havde til sammenligning 12 divisioner i de indledende landgange). Den amerikanske første armé (engelsk: First Army) ville have invaderet på Kujūkuristranden på Bōsōhalvøen, mens den amerikanske ottende armé (engelsk: Eighth Army) ville invadere ved Hiratsuka i Sagamibugten. Begge hære ville derefter køre nordpå og ind i landet for så at mødes i Tokyo.

### Omgruppering
Olympic skulle være udført med ressourcer, der allerede var til stede i Stillehavet, herunder den britiske Pacific Fleet, en Commonwealth-formation, der omfattede mindst atten hangarskibe (og som udgjorde 25% af de Allieredes flystyrke) og fire slagskibe. Den australske 1. taktiske luftflåde (engelsk: First Tactical Air Force) deltog i slaget om Filippinerne. Disse styrker ville sandsynligvis have forstærket de amerikanske tætte flystøtteenheder over Japan. Den eneste større omplacering for Olympic var Tiger Force, en langtrækkende tung bombeflyenhed fra Commonwealth, der bestod af 10 eskadriller, og som var planlagt til at blive overført fra RAF Bomber Command i Europa til flybaser på Okinawa.
Hvis forstærkninger havde været nødvendige for Olympic, kunne de have været stillet til rådighed fra styrker, der var ved at blive samlet til Coronet - der ville have manglet omplacering af store allierede styrker fra Europa, Sydasien, Australien og andre steder. Disse ville have omfattet den amerikanske første armé (engelsk: First Army med 15 divisioner) og den 8. luftflåde (engelsk: Eighth Air Force), der var i Europa. Omplaceringen blev kompliceret af den samtidige delvise demobilisering af den amerikanske hær, der drastisk reducerede divisioners kampeffektivitet ved at fjerne deres mest erfarne officerer og mænd.
I følge den amerikanske historiker John Ray Skates:
Amerikanske planlæggere bemærkede [oprindeligt] ikke muligheden for, at [ikke-amerikanske] Allierede landtropper kunne deltage i invasionen af Kantosletten. De offentliggjorte planer indikerede, at angrebet, opfølgningen og reserveenhederne alle ville komme fra amerikanske tropper. [Men da] Coronet-planerne blev forberedt i løbet af sommeren 1945, tilbød alle de store Allierede lande landstyrker, og en debat udviklede sig på de højeste kommandoniveauer over størrelse, mission, udstyr og støtte for disse bidrag.
Den australske regering anmodede om, at australske hærs enheder kunne deltage i den første bølge af Olympic, men dette blev afvist af amerikanske ledere. Efter forhandlinger mellem de vestallierede magter blev det besluttet, at et Commonwealth-korps, der i første omgang bestod af infanteridivisioner fra de australske, britiske og canadiske hære, ville blive brugt i Coronet. Forstærkninger ville have været til rådighed fra disse lande, såvel som fra andre dele af Commonwealth. MacArthur blokerede forslag om at inkludere en indisk hærdivision på grund af forskelle i sprog, organisation, sammensætning, udstyr, træning og doktrin. Han anbefalede også, at korpset skulle organiseres i stil med et amerikansk korps, at der kun skulle bruge amerikansk udstyr og logistik, og at korpset skulle trænes i USA i seks måneder før indsættelsen. Disse forslag blev accepteret. En britisk officer, generalløjtnant sir Charles Keightley, var blevet udpeget til at lede Commonwealth Corps. Den australske regering satte spørgsmålstegn ved udnævnelsen af en officer uden erfaring, som skulle kæmpe mod japanerne, og foreslog, at generalløjtnant Leslie Morshead burde udnævnes. Krigen sluttede før detaljerne for korpset blev færdiggjort.

## OperationKetsugō
Samtidig havde japanerne deres egne planer. I første omgang var de bekymrede over en invasion i sommeren 1945. Men da slaget om Okinawa fortsatte så længe, konkluderede de, at de Allierede ikke ville være i stand til at iværksætte en anden operation før tyfonsæsonen, hvor vejret ville være for risikabelt til amfibieoperationer. Japanske efterretninger forudsagde forholdsvis nøjatigt, hvor invasionen ville finde sted: det sydlige Kyūshū i Miyazaki, Ariakebugten og/eller Satsumahalvøen.
Mens Japan ikke længere havde en realistisk mulighed for at vinde krigen, troede Japans ledere, at de kunne gøre omkostningerne ved at erobre Japan for høje for de Allierede, hvilket ville føre til en form for våbenhvile snarere end et totalt nederlag. Den japanske plan for at overvinde invasionen blev kaldt Operation Ketsugō (決号作戦 ketsugō sakusen) ("Operation Kodenavn Afgørende"). Japanerne havde i al hemmelighed bygget et underjordisk hovedkvarter, der kunne anvendes til husly for kejseren og den kejserlige generalstab i tilfælde af en Allieret invasion.

### Kamikaze
Admiral Matome Ugaki blev kaldt tilbage til Japan i februar 1945 og fik kommandoen over den 5. luftflåde på Kyūshū. Den 5. luftflåde fik til opgave at udføre kamikazeangreb mod skibe involveret i invasionen af Okinawa, Operation Ten-Go, og begyndte at træne piloter og samle fly til forsvaret af Kyūshū, der sandsynligvis ville være det næste sted, de Allierede invaderede.
Det japanske forsvar var stærkt afhængigt af kamikazefly. Ud over jager- og bombefly omfordelte de næsten alle deres træningsfly til missionen ved at forsøge at kompensere i kvantitet for det, de manglede i kvalitet. Deres hær og flåde havde mere end 10.000 fly klar til brug i juli (og ville have haft noget mere i oktober), og de planlagde at bruge næsten alt, der kunne nå invasionsflåderne. Ugaki stod også i spidsen for bygningen af hundredvis af små selvmordsbåde, der også skulle bruges til at angribe alle Allierede skibe, der kom tæt på Kyūshūs kyster.
Færre end 2.000 kamikazefly iværksatte angreb under slaget om Okinawa, og for hvert ni angreb ramte ét fly plet. På Kyūshū håbede japanerne, at de på grund af de mere gunstige forhold (såsom terræn, der reducerede USA's radarfordel), at ramme plet hver sjette gang ved at overvælde det amerikanske forsvar med et stort antal kamikazeangreb over en periode på få timer. Japanerne anslog, at flyene ville sænke mere end 400 skibe, eftersom de uddannede piloter til at rette målet mod transportskibe i stedet for hangarskibe og destroyere, og derfor ville tabene være uforholdsmæssigt højere end på Okinawa. En stabsundersøgelse skønnede, at kamikazeangreb kunne ødelægge en tredjedel til halvdelen af invasionsstyrken før selve landgangen.

### Flådestyrker
I august 1945 var den Kejserlige japanske flåde ikke længere en effektiv kampstyrke. De eneste større japanske krigsskibe i kamp var seks hangarskibe, fire krydsere og et slagskib, hvoraf ingen kunne få tilstrækkeligt brændstof. De kunne "opretholde en styrke på 20 operative destroyere og måske 40 ubåde i et par dage på havet."
Den japanske flåde havde også omkring 100 Kōryū-klasse dværgubåde, 250 mindre Kairyū-klasse dværgubåde, 400 Kaiten bemandede torpedoer og 800 Shin'yō selvmordsbåde.

### Landstyrker
Ved enhver amfibieoperation har forsvareren to muligheder for defensiv strategi: stærkt forsvar på strandene eller dybtforsvar. I begyndelsen af krigen (som på Tarawa) brugte japanerne et stærkt forsvar på strandene med få eller ingen tropper i reserve. Denne taktik viste sig at være meget sårbar over for kystbombardementer før selve invasionen. Senere i krigen, på Peleliu, Iwo Jima og Okinawa, skiftede japanerne strategi og gravede deres styrker ned i det terræn, der bedst kunne forsvares.
Til forsvar af Kyūshū tog japanerne en mellemliggende stilling med hovedparten af deres defensive styrker et par kilometer inde i landet fra kysten, og langt nok tilbage for at undgå fuldstændig udsættelse for flådeartilleri, men tæt nok til, at amerikanerne ikke kunne etablere et sikkert fodfæste, før de angreb dem. Modoffensivsstyrkerne var stadig længere tilbage, parat til at bevæge sig mod landgangen i tilfælde af, at problemer skulle opstå.
I marts 1945 var der kun én kampdivision på Kyūshū. I løbet af de næste fire måneder overførte den Kejserlige japanske hær styrker fra Manchuriet, Korea og det nordlige Japan, og satte samtidig andre styrker i stilling. I august havde de 14 divisioner og forskellige mindre formationer, herunder tre panserbrigader. I alt gav det samlet set 900.000 mand. Selv om japanerne var i stand til at rejse et stort antal af nye soldater, var det vanskeligere at udstyre dem. I august havde den japanske hær 65 divisioner i hjemlandet, men udstyr nok til 40 og kun nok ammunition til 30.
Japanerne besluttede ikke formelt at satse alt på udfaldet af slaget om Kyūshū, men de koncentrerede deres kapaciteter i en sådan grad, at der ville være lidt tilbage i reserve. Det skønnes, at styrkerne på Kyūshū havde 40% af al ammunition på hjemmeøerne.
Endvidere havde japanerne organiseret det patriotiske borgere kampkorps, som omfattede alle raske mænd i alderen 15 til 60 og kvinder fra 17 til 40 (i alt 28 millioner mennesker), til kampstøtte og senere til kampopgaver. Der manglede generelt våben, træning og uniformer, og nogle mænd var bevæbnet med intet bedre end musketter, langbuer eller bambusspyd, men ikke desto mindre blev det forventet, at de gjorde deres bedste med det udstyr, de havde.
En mobiliseret gymnasiepige, Yukiko Kasai, blev udstedt med en syl og hun blev fortalt: "Selv det at dræbte én amerikansk soldat er fint. … Du skal sigte efter maven".

## Allieret revurdering afOlympic

### Lufttrussel
Den amerikanske militærefterretningstjeneste anslog i første omgang antallet af japanske fly til at være omkring 2.500. Okinawaerfaringerne var dårlige: næsten to dræbte og et tilsvarende antal såret pr. flyvning, hvor Kyūshū sandsynligvis ville blive værre. For at angribe skibe ud for Okinawa skulle japanske fly flyve over lange afstande over åbent vand, mens de for at angribe skibe ud Kyūshū kun skulle flyve over land og derefter korte afstande ud til landgangsflåderne. Gradvist viste efterretningerne, at japanerne afsatte alle deres fly til kamikazeopgaver og tog effektive foranstaltninger for at bevare dem indtil slaget. Et hærskøn i maj var på 3.391 fly; i juni 4.862; i august 5.911. Et flådeskøn, uden at skele til forskelle mellem trænings- og kampfly, var i juli 8.750; i august på 10.290.
De Allierede foretog antikamikazeforberedelser, kendt som Big Blue Blanket. Dette indebar at føje flere eskadriller til hangarskibene i stedet for torpedo- og styrtbombefly, og at konvertere B-17'er til luftbårne radarpatruljeposter på samme måde som moderne AWACS. Nimitz fremkom med en plan for en førinvasionsskinmanøvre ved at sende en flåde til invasionsstrandene et par uger før den egentlige invasion for at lokke japanerne ud på deres kamikazeflyvninger, som så ville møde transportskibe lastet med antiluftskytskanoner fra stævn til agter i stedet for de værdifulde og sårbare transportskibe.
Hovedforsvaret mod japanske luftangreb ville være kommet fra de massive jagerflysstyrker, der blev samlet på Ryukyuøerne. Den amerikanske hærs 5. og 7. luftflåder (engelsk: Seventh Air Force og Fifth Air Force) og det amerikanske marinekorps’ flystyrker skulle været blevet flyttet ind på øerne umiddelbart efter invasionen. Flystyrken havde været øget ved forberedelsen af det altomfattende angreb på Japan. Som forberedelse til invasionen var en bombekampagne mod japanske flyvepladser og transportveje blevet påbegyndt før den japanske overgivelse.

### Landtrussel
I april, maj og juni fulgte allierede efterretninger oprustningen af de japanske landstyrker, herunder fem divisioner sendt til Kyūshū, med stor interesse. Man mente med god vilje, da man stadig var i projekteringsfasen, at totalen for Kyūshū i november ville være på omkring 350.000 soldater. Dette ændrede sig i juli med opdagelsen af fire nye divisioner og tegn på, at flere var på vej. I august var tallet oppe på 600.000, og en Magic-krypteringsanalyse havde identificeret ni divisioner på det sydlige Kyūshū – tre gange det forventede antal (faktisk var dette stadig en alvorlig undervurdering af den japanske styrke, se ovenfor).
Anslåede troppetab i begyndelsen af juli var 350.000, der steg til 545.000 i begyndelsen af august.
Efterretningsafsløringerne om japanske forberedelser på Kyushu, der dukkede op i midten af juli, sendte kraftige chokbølger i både Stillehavet og i Washington. Den 29. juli bemærkede [MacArthurs efterretningschef generalmajor Charles A.] Willoughby … først, at aprilestimatet gav mulighed for japansk evne til at deployere seks divisioner på Kyushu, med yderlig mulighed for at deployere ti. "Disse [seks] divisioner har siden vist sig, som forudsagt", bemærkede han, "og slutningen er ikke i syne". Hvis ikke tjekket truede dette "med at vokse til [det] punkt, hvor vi ville angribe i et forhold på én (1) til én (1), hvilket ikke er opskriften på sejr."
Opbygningen af japanske tropper på Kyūshū førte til, at de amerikanske krigsplanlæggere, frem for alt general George Marshall, begyndte at overveje drastiske ændringer til Olympic, eller erstatte den med en anden invasionsplan.

### Kemiske våben
På grund af de forudsigelige vindmønstre og flere andre faktorer var Japan særlig sårbar over for gasangreb. Sådanne angreb ville neutralisere den japanske praksis med at kæmpe fra huler, hvilket ville øge soldaternes udsættelse for gas.
Selvom kemisk krigsførelse var blevet forbudt ved Genève-protokollen af 17. juni 1925, og USA og Japan havde skrevet under, havde man på det tidspunkt endnu ikke gennemført en ratifikation. Mens USA havde lovet aldrig at indlede gaskrigsførelse, havde Japan brugt gas mod kineserne tidligere i krigen.
Frygt for japansk gengældelse (med kemiske våben) blev mindsket, da Japans evne til at levere gas via fly eller langtrækkende kanoner var forsvundet ved slutningen af krigen. I 1944 afslørede Ultra, at japanerne tvivlede på deres evne til at gøre gengæld mod amerikansk brug af gas. »Enhver forholdsregel skal træffes for ikke at give fjenden årsag til et påskud for at bruge gas," blev lederne advaret. De japanske ledere var så bange, at de planlagde at ignorere isoleret taktisk brug af gas på hjemmeøerne af de amerikanske styrker, fordi de frygtede eskalering.

### Atomvåben
Efter Marshalls ordrer kiggede generalmajor John E. Hull på taktisk brug af atomvåben ved invasionen af de japanske hjemmeøer (selv efter nedkastning af to strategiske atombomber over Japan troede Marshall ikke, at japanerne ville kapitulere øjeblikkeligt). Oberst Lyle E. Seeman rapporterede, at mindst syv bomber ville være til rådighed ved X-Day, og disse kunne blive kastet på de forsvarende styrker. Marshall tog udgangspunkt i et tidligere notat fra generalen for ingeniørtropperne, Leslie Groves, som havde overværet Trinitytesten, og fastslog, at kun 30 minutter efter, at en atombombe var kastet, kunne de amerikanske styrker rykke ind i eksplosionszonen. Seeman gjorde opmærksom på, at amerikanske tropper ikke gik ind i et område ramt af en bombe i "mindst 48 timer", da risikoen for radioaktivt nedfald ikke var klarlagt, og så kort tid efter detonation ville have medført en betydelig bestråling af de amerikanske tropper.
Ken Nichols, der var distriktingeniør for Manhattan Engineer District, skrev, at i begyndelsen af august 1945 havde "[p]lanlægningen af invasionen af de vigtigste japanske hjemmeøer nået sin sidste fase, og hvis landgangene faktisk fandt sted, kunne vi levere omkring femten atombomber til at støtte tropperne". En luftsprængning 550-610 m over jorden var blevet udvalgt til (Hiroshima)-bomben for at opnå maksimale eksplosionseffekter, og for at minimere resterende stråling på den jord, som det var håbet, at amerikanske tropper snart ville besætte.

### Alternative mål
Joint Staff-planlæggerne, der tog hensyn til omfanget af, at japanerne havde koncentreret sig om Kyūshū på bekostning af resten af Japan, betragtede alternative steder man kunne invadere, såsom øen Shikoku, det nordlige Honshū ved Sendai eller Ominato. De overvejede også at springe den indledende invasion over og gå direkte mod Tokyo. At angribe det nordlige Honshū ville have fordelen af et meget svagere forsvar, men havde den ulempe, at man derved opgav landbaseret flystøtte (undtagen B-29'erne) fra Okinawa.

### Udsigter forOlympic
General Douglas MacArthur afviste ethvert behov for at ændre sine planer:
Jeg er sikker på, at de japanske flystyrker, der er samlet at imødegå vores OLYMPIC-operation, og som er rapporteret til Dem, er stærkt overdrevet. […] Med hensyn til flytning af landstyrker […] støtter jeg ikke oplysningerne om […] de tunge styrker i det sydlige Kyushu, som er rapporteret til Dem . […] Efter min mening bør der ikke være den mindste tanke om at ændre OLYMPIC-operationen.
Imidlertid var admiral Ernest King, Chief of Naval Operations, parat til at modsætte sig fortsættelsen af invasionen, der med admiral Nimitz' støtte ville have udløst en større sag i den amerikanske regering.
På dette tidspunkt ville det vigtigste samspil sandsynligt have været mellem Marshall og Truman. Der er stærke beviser for, at Marshall fortsat var indstillet på en invasion så sent som 15. august. […]Ved at blande sig i Marshalls personlige engagement til invasionen ville det have været hans forståelse, at civile sanktioner i almindelighed, og Trumans i særdeleshed, være ville usandsynlige i forbindelse med en kostbar invasion, der ikke længere nød enig opbakning fra de væbnede styrker.
I overensstemmelse med de tilsagn, der blevet givet på Jaltakonferencen og senere Potsdam-konferencen, trådte Sovjetunionen ind i krigen mod Japan og indledte en storoffensiv i Manchuriet den 9. august. Ukendt for amerikanerne forberedte russerne sig på at følge op på deres invasioner af Sakhalin og Kurilerne med en invasion af den svagt forsvarede ø Hokkaidō i slutningen af august. Omkring den 15. august overgav Japan sig og Operation Downfall blev aflyst.

## Anslåede tab
Fordi de amerikanske militærplanlæggere antog, "at operationer i dette område ikke kun vil være imod de tilgængelige organiserede militære styrker i Kejserriget, men mod en fanatisk fjendtlig befolkning", blev store tab anset for at være uundgåelige, men ingen vidste med sikkerhed hvor høje. Adskillige folk udregnede skøn, men de var vidt forskellige i antal, antagelser og formål, der omfattede argumenter for og imod invasionen. Bagefter blev de genbrugt i debatten om at atombombe Hiroshima og Nagasaki.
Tabsestimaterne var baseret på erfaringerne fra de foregående kampagner, der førte til forskellige erfaringer:
- I et brev sendt til general Curtis LeMay fra general Lauris Norstad, da LeMay overtog kommandoen over B-29-styrkerne på Guam, fortalte Norstad LeMay, at hvis en invasion fandt sted, ville det koste USA "en halv million" døde.[46]
- I et notat fra Joint War Plans Committee af 15. juni 1945 – JWPC 369/1 – blev de samlede tab (dræbte, sårede og savnede) ved en invasion af de japanske hovedøer anslået til at udgøre mellem 130.000 og 220.000 amerikanske soldater, heraf 25.000-40.000 døde, afhængigt af hvor tidligt Japan kapitulerede – eller om man måtte kæmpe hele vejen til Tokyo[47].
- I en undersøgelse foretaget af Joint Chiefs of Staff i april, var tallene på 7,45 tab/1.000 manddage og 1,78 dræbte/1.000 manddage blevet udregnet. Dette indebar, at en 90-dages Olympic-kampagne ville koste 456.000 ofre, herunder 109.000 døde eller savnede. Hvis Coronet tog endnu 90 dage, ville dem samlede pris være 1.200.000 tab, med 267.000 dødsfald.[48]
- En undersøgelse udført af admiral Nimitz' stab i maj anslog 49.000 amerikanske tab i de første 30 dage, herunder 5.000 til havs.[49] En undersøgelse udført af general MacArthurs stab af 20. juni anslog 53.000 amerikanske tab i de første 30 dage og 105.000 efter 90 dage[49]. Da der blev sået tvivl om disse tal af general Marshall, forelagde MacArthur et revideret estimat over 105.000, delvist ved at fratrække sårede mænd, der var i stand til at vende tilbage til fronten.[50]
- I en konference med præsident Harry Truman den 18. juni[51], anførte Marshall med afsæt i erfaringerne fra slaget om Luzon, at amerikanerne ville lide 31.000 tab i de første 30 dage (og i sidste ende 20% af de japanske tab, som indebar et samlet tab på 70.000).[52] Admiral Leahy, der var mere imponeret af slaget om Okinawa, mente at de amerikanske styrker ville lide en 35% tabsrate (hvilket indebar et ultimativt tab på 268.000).[53] Admiral King mente, at tabene i de første 30 dage, ville ligge mellem tabene fra Luzon og Okinawa, dvs. mellem 31.000 og 41.000.[53] Af disse estimater var det kun Nimitz', der inkluderede tab af styrker til havs, selvom kamikazeangreb havde påført 1,78 dræbte pr. kamikazepilot i slaget om Okinawa,[54]. Troppetransportskibene ud for Kyūshū ville have været langt mere udsatte.
- I et brev af 12. januar 1953 fra (ex-)præsident Harry Truman til historikeren James Cate hedder det[55] : " Jeg spurgte general Marshall, hvad det ville kræve i amerikanske liv at invadere de japanske hovedøer, herunder Tokyo. Det var hans opfattelse, at tabene (døde, sårede og savnede) ville være mindst en kvart million mand og måske helt op til en million – med tilsvarende tab for fjenden. De tilstedeværende officerer fra hæren og flåden erklærede sig enige.” Der findes ingen primærkilder, der kan afklare hvilket møde, der er tale om. Men Douglas J. MacEachin[56] gætter på et møde på Potsdamkonferencen i slutningen af juli efter, at man har modtaget efterretninger om, at flere nye japanske divisioner er iagttaget på Kyushu. MacEachin lægger vægt på, at en kvart million nogenlunde svarer til estimaterne i JWPC 369/1 – og kan genfindes i Trumans notater – men at overgrænsen på en million er en senere tilføjelse.
- Et studie udført for krigsminister Henry Stimsons stab af William Shockley anslog, at erobringen af Japan ville koste 1,7 til 4 millioner amerikanske tab, herunder 400.000-800.000 dræbte, og fem til ti millioner japanske dødsfald. Nøgleantagelse var storstilet deltagelse af civile i forsvaret af Japan.[1]
- Historieprofessoren Barton J. Bernstein, Standford, lægger i en artikel i Bulletin of the Atomic Scientists, 1986, Hiroshima-A Postwar Myth 500.000 U.S.Lives Saved[57] vægt på, at mange estimerede tabstal for Operation Downfall er historiske efterrationaliseringer, som vil forsvare brugen af atombomberne og som savner fundering i primærkilder.
- Ved offensiven i Manchuriet i august 45, der involverede 1,5 millioner sovjetiske soldater og godt 1 million dårligt udrustede japanske soldater, var antallet af døde henholdsvis 12.000 og 84.000 – i Sovjetunionens favør. Den sovjetiske generalstab angives at være overrasket over, hvor svækkede de japanske styrker var i august 45. Selvom offensiven strakte sig over den japanske kapitulation – omkring den 14. august, der ikke blev forstået og/eller blev ignoreret i Manchuriet – indledtes først en effektiv våbenhvile omkring den 19. august og enkelte isolerede lommer af japanske styrker fortsatte kampene til den 21. august[58][59].

Uden for regeringens rækker afgav velinformerede civile også gæt. Kyle Palmer, der var krigskorrespondent for Los Angeles Times, sagde at en halv til en hel million amerikanere ville dø ved udgangen af krigen. Herbert Hoover, der i notater forelagt til Truman og Stimson, anslog også 500.000 til 1.000.000 dræbte, og de var ment at være forsigtige skøn, men det vides ikke, om Hoover drøftede disse konkrete tal i sine møder med Truman. Chefen for Hærens Operationer troede de var "alt for høje" under "vores nuværende plan for kampagnen."
Slaget om Okinawa løb op i 72.000 amerikanske tab på 82 dage, hvoraf 12.510 blev dræbt eller savnet (dette er konservativt, fordi det udelukker flere tusinde amerikanske soldater, der døde efter slaget indirekte af deres sår). Hele øen Okinawa er 1.200 km2. Hvis USA's tabsrate under invasionen af Japan kun havde været 5% så høj pr. arealenhed, som den var på Okinawa, ville USA stadig have mistet 297.000 soldater (dræbt eller savnet).
Næsten 500.000 Purple Heart-medaljer blev fremstillet i forventning om de sårede som følge af invasionen af Japan. Til dags dato har alle amerikanske militære tab i 60 år efter afslutningen af 2. verdenskrig, herunder Korea- og Vietnamkrigene, ikke oversteget dette tal. I 2003 var der stadig 120.000 af disse Purple Heart-medaljer på lager. Der er så mange i overskud, at kampenheder i Irak og Afghanistan er i stand medbringe Purple Heart-medajler til fronten for øjeblikkelig at give udmærkelsen til soldater såret i felten.

## Eksterne links
- Allen, Thomas B., "(engelsk) Operation Downfall". Houghton Mifflin Reader's Companion to Military History.
- Bauer, K. Jack, "(engelsk) Operation Downfall: Olympic, Coronet Arkiveret 24. september 2017 hos  Wayback Machine; World War II in the Pacific, The Invasion of Japan". ww2pacific.com.
- Bauer, Jack & Coox, Alvin D., "(engelsk) OLYMPIC VS KETSU-GO"; Marine Corps Gazette, August 1965, Vol. 49, No. 8.
- Giangreco, Dennis M., "(engelsk) Casualty Projections for the U.S. Invasions of Japan, 1945–1946: Planning and Policy Implications Arkiveret 28. januar 2012 hos  Wayback Machine"; Journal of Military History (juli 1997)
- Giangreco, Dennis M., Transcript of "(engelsk) Operation Downfall: US Plans and Japanese Counter-measures Arkiveret 15. april 2012 hos  Wayback Machine". US Army Command and General Staff College, 16 February 1998.
- Hoyt, Austin, American Experience: (engelsk) Victory in the Pacific Arkiveret 26. marts 2010 hos  Wayback Machine; PBS-dokumentar.
- Japanese Monograph No. 23, "(engelsk) Waiting for the invasion" (noter om japanske forbedrelser på en amerikansk invasion)
- MacEachin, Douglas J., "Arkiveret 22. februar 2012 hos  Wayback Machine Arkiveret 22. februar 2012 hos  Wayback Machine Arkiveret 22. februar 2012 hos  Wayback Machine Arkiveret 22. februar 2012 hos  Wayback Machine Arkiveret 22. februar 2012 hos  Wayback Machine Arkiveret 22. februar 2012 hos  Wayback Machine Arkiveret 22. februar 2012 hos  Wayback Machine Arkiveret 22. februar 2012 hos  Wayback Machine Arkiveret 22. februar 2012 hos  Wayback Machine (engelsk) The Final Months of the War With Japan: Signals Intelligence, U.S. Invasion Planning, and the A-Bomb Decision Arkiveret 22. februar 2012 hos  Wayback Machine Arkiveret 22. februar 2012 hos  Wayback MachineArkiveret 22. februar 2012 hos  Wayback Machine Arkiveret 22. februar 2012 hos  Wayback Machine Arkiveret 22. februar 2012 hos  Wayback Machine Arkiveret 22. februar 2012 hos  Wayback Machine Arkiveret 22. februar 2012 hos  Wayback Machine Arkiveret 22. februar 2012 hos  Wayback Machine Arkiveret 22. februar 2012 hos  Wayback Machine Arkiveret 22. februar 2012 hos  Wayback Machine (engelsk) The Final Months of the War With Japan: Signals Intelligence, U.S. Invasion Planning, and the A-Bomb Decision Arkiveret 12. juni 2007 hos  Wayback Machine"; CIA Center for the Study of Intelligence, 1998.
- Pearlman, Michael D., "(engelsk) Unconditional Surrender, Demobilization, and the Atomic Bomb Arkiveret 20. marts 2008 hos  Wayback Machine (engelsk) Unconditional Surrender, Demobilization, and the Atomic Bomb Arkiveret 20. marts 2008 hos  Wayback Machine  "; Combat Studies Institute, U.S. Army Command and General Staff College, 1996.
- White, H.V., "(engelsk) The Japanese Plans for the Defense of Kyushu Arkiveret 5. juli 2009 hos  Wayback MachineArkiveret 5. juli 2009 hos  Wayback Machine Arkiveret 5. juli 2009 hos  Wayback Machine Arkiveret 5. juli 2009 hos  Wayback Machine Arkiveret 5. juli 2009 hos  Wayback Machine Arkiveret 5. juli 2009 hos  Wayback Machine (engelsk) The Japanese Plans for the Defense of Kyushu Arkiveret 5. juli 2009 hos  Wayback MachineArkiveret 5. juli 2009 hos  Wayback Machine Arkiveret 5. juli 2009 hos  Wayback Machine Arkiveret 5. juli 2009 hos  Wayback Machine Arkiveret 5. juli 2009 hos  Wayback Machine (engelsk) The Japanese Plans for the Defense of Kyushu Arkiveret 5. juli 2009 hos  Wayback MachineArkiveret 5. juli 2009 hos  Wayback Machine Arkiveret 5. juli 2009 hos  Wayback Machine (engelsk) The Japanese Plans for the Defense of Kyushu Arkiveret 5. juli 2009 hos  Wayback Machine Arkiveret 5. juli 2009 hos  Wayback Machine"; 31. december 1945. (link til PDF)